# Xã Linwood, Quận Butler, Nebraska
Xã Linwood (tiếng Anh: Linwood Township) là một xã thuộc quận Butler, tiểu bang Nebraska, Hoa Kỳ. Năm 2010, dân số của xã này là 243 người.